# Aldo Mieli
Aldo Mieli (Livorno, 1879 – Florida, 1950) fue un intelectual, político y escritor importante por su actividad en dos campos separados: la historia de la ciencia, donde investigó largamente asociado con José Babini (1897-1984), y el movimiento de liberación homosexual, del que fue pionero. Nacido en 1879 en Livorno (Italia), emigrado tras persecución policial y naturalizado argentino, Aldo Mieli murió en Florida (Gran Buenos Aires) en 1950.

## Biografía
Nacido en el seno de una familia judía, se graduó en Química en Pisa. Se trasladó inmediatamente después de la graduación a Leipzig, para pasar luego a Roma, donde empezó a trabajar como profesor en 1908. En los años siguientes participa en ocasiones en diversas revistas científicas. En 1916 publica el prefacio de Il libro dell'amore, un trabajo nunca publicado, que contiene aforismos y reflexiones sobre el amor. En 1921 fundó la Rassegna y al mismo tiempo la Società italiana per lo studio delle questioni sessuali («Sociedad Italiana para el estudio de las cuestiones sexuales»). En 1928 se traslada a Francia para concentrarse en sus estudios científicos. A partir de este momento en adelante parece abandonar progresivamente el campo de la liberación sexual, mientras que comenzó una colaboración con el Centre de Synthèse de París, a la que dona su biblioteca a cambio de un puesto vitalicio. Murió en 1950, después de su último traslado, escapandno al surgimiento del nazismo en la década de 1930, en Florida (Argentina), donde estaba trabajando en su enciclopedia internacional de la ciencia, posteriormente terminado y publicado póstumamente.

## Militancia en el ámbito de la liberación sexual
El activismo de Aldo Mieli en el ámbito de la liberación sexual está intrínsecamente vinculada a la Rassegna di studi sessuali que funda en 1921 y dirige hasta 1928. La Rassegna, que daba un amplio espacio a las cuestiones relacionadas con la homosexualidad, como lo demuestra la publicación tan temprana como en 1921 de un largo artículo de Magnus Hirschfeld, uno de los más famosos activistas homosexuales de la época, a menudo tocando temas difíciles y de gran actualidad, como el divorcio, el aborto, la educación sexual en las escuelas y el cierre de los burdeles.
Una muestra del contacto, el único documentado de un italiano, entre Mieli y el movimiento internacional de liberación sexual, representado por el Comité científico humanitario, a solicitud del propio Hirschfeld, fue su participación en 1921 en el Congreso internacional para la reforma sexual.

## Algunas obras de Aldo Mieli
- Aldo Mieli, Le basi sperimentali della scienza e le ipotesi meccanistiche, estratto, s.i.t., 1907.
- Aldo Mieli, Chimica cinetica: l'andamento delle reazioni chimiche col tempo, Unione tip. ed. naz., Torino 1907 (estratto).
- Aldo Mieli, Le teorie delle sostanze nei presokratici greci. 1: Dalle prime speculazioni fino ad Empedokle, Zanichelli, Bologna 1913.
- Aldo Mieli, Le teorie delle sostanze nei presokratici greci. 2: Anaxagora e gli atomisti, Zanichelli, Bologna 1913.
- Aldo Mieli, Il libro dell'amore. Prefazione, s.e., Firenze 1916.
- Aldo Mieli, La scienza greca: I prearistotelici. I (la scuola ionica. La scuola pythagorica. La scuola eleata, herakeitos), Libreria della Voce, Firenze, 1915.
- Aldo Mieli, Lavoisier, A. F. Formiggini, Genova 1916 e Roma 1926.
- Aldo Mieli, Lavori e scritti di Aldo Mieli (1906-1916), Libreria della Voce, Firenze 1917.
- Aldo Mieli, La storia della scienza in Italia: Prolusione ad un corso di storia della scienza, Casa Edit. Tip. Leonardo da Vinci, Roma 1926.
- Aldo Mieli, Storia generale del pensiero scientifico dalle origini a tutto il secolo 18, Libreria della Voce, Firenze s.d.
- Aldo Mieli, Leonardo da Vinci: (1452-1519), s.e., s.l. 1919?.
- AA. VV., Gli scienziati italiani dall'inizio del Medio evo ai nostri giorni: repertorio biobibliografico dei filosofi, matematici, astronomi, fisici, chimici, naturalisti, biologi, medici, geografi italiani, diretto da Aldo Mieli e compiuto con la collaborazione di numerosi scienziati, storici e bibliografi, A. Nardecchia, Roma 1919 e Casa editrice Leonardo da Vinci, Roma 1923.
- Aldo Mieli, Patologia sessuale, in: "Rassegna di studi sessuali", I 1921, pp. 81-94.
- Erotes: (Gli amori): Lucio o l'asino (traduzione di Luigi Settembrini, prefazione e note di A. Mieli

Casa Edit. Tip. Leonardo da Vinci, Roma 1925.
- Aldo Mieli, L'amore omosessuale, Tinto, Roma s.d. (ca. 1925).
- Aldo Mieli, Manuale di storia della scienza nell'antichità, Leonardo da Vinci, Roma, s.d. (ca. 1925).
- Aldo Mieli, Per la lotta contro la delinquenza collegata a manifestazioni sessuali, in: "Rassegna di studi sessuali", VI 1926, pp. 256-261.
- Aldo Mieli, Un viaggio in Germania, in: "Archivio di storia della scienza", VII 1926, pp. 342-381. Anche in estratto: Un viaggio in Germania: impressioni ed appunti di uno storico della scienza, Leonardo da Vinci, Roma 1926.
- Aldo Mieli, Alessandro Volta, Formiggini, Roma 1927.
- Aldo Mieli, Roberto Assagioli, Nicola Pende, Tre lezioni di sessuologia, Tinto, Roma 1931.
- Aldo Mieli, La science arabe et son role dans l'evolution scientifique mondiale, par Aldo Mieli. Avec quelques additions de Henri-Paul-Joseph Renaud, Max Meyerhof, Julius Ruska, E. J. Brill, Leiden 1938 e 1966.
- Pierre Brunet et Aldo Mieli, Histoire des sciences: antiquité, Payot, Paris 1935.
- Aldo Mieli, Un viaggio in Romania, s.e., Roma 1936 (estratto).
- Aldo Mieli, Digressions autobiographiques, sous forme de préface à un panorama général d'Histoire des sciences, in: "Archives internationales d'histoire des sciences", XXVII 1948, pp. 494-505.

### Obras traducidas
- Aldo Mieli, Panorama general de historia de la ciencia - 1: El mundo antiguo: Griegos y Romanos, Espasa Calpe Argentina, Buenos Aires 1952.
- Aldo Mieli, Panorama general de historia de la ciencia - 2: La época medieval, mundo islámico y occidente cristiano, Espasa-Calpe Argentina, Buenos Aires 1952.
- Aldo Mieli, Panorama general de historia de la ciencia - 3: La eclosión del Renacimiento, Espasa Calpe Argentina, Buenos Aires 1967.
- Aldo Mieli, Panorama general de historia de la ciencia - 4: Lionardo da Vinci: sabio, Espasa Calpe, Madrid 1950.
- Aldo Mieli, Panorama general de historia de la ciencia - 5: La ciencia del Renacimiento: matemática y ciencias naturales, Espasa-Calpe Argentina, Buenos Aires 1952.